# Andreevka (Oblast' di Mosca)
Andreevka è una cittadina della Russia europea centrale, situata nella oblast' di Mosca. Apparteneva al Solnečnogorskij rajon.
Sorge pochi chilometri a nordovest di Mosca; confina con il distretto urbano moscovita di Zelenograd.